# Gumption
Gumption è un album di Bunny Wailer, pubblicato dalla Solomonic Records nel 1990 (pubblicato anche su CD dalla Shanachie Records con un brano diverso sui dieci presenti, rispetto all'Lp della Solomonic Records). Il disco fu registrato al Mixing Lab Studio di Kingston, Jamaica.

## Tracce
Lato A
1. Sounds Clash – 4:05 (Bunny Wailer)
2. Gumption – 3:46 (Bunny Wailer)
3. Dog War – 3:58 (Toots Hibbert)
4. Warrior – 3:59 (Bunny Wailer)
5. Don Man – 3:52 (Bunny Wailer)

Lato B
1. Reggae Burden – 4:11 (Curtis Mayfield)
2. See and Blind – 3:52 (Johnny Osbourne)
3. Pieaka (Bus Dem Shut) – 3:58 (Bob Marley)
4. Never Grow Old – 3:54 (Toots Hibbert)
5. Closer Together – 4:43 (Curtis Mayfield)

Edizione CD del 1990, pubblicato dalla Shanachie Records
1. Sounds Clash – 3:54 (Bunny Wailer)
2. Pieaka Bus Dem Shut – 3:58 (Bob Marley)
3. Dog War – 3:49 (Toots Hibbert)
4. See and Blind – 3:48 (Johnny Osbourne)
5. Warrior – 3:51 (Johnny Osbourne)
6. Never Grow Old – 3:53 (Toots Hibbert)
7. Gumption – 3:47 (Bunny Wailer)
8. Wheel Yo Belly – 4:03 (Bunny Wailer)
9. Don Man – 3:50 (Bunny Wailer)
10. Reggae Burden – 4:06 (Bunny Wailer)

## Musicisti
- Bunny Wailer - voce, percussioni, arrangiamenti, accompagnamento vocale
- Danny Thompson - chitarra, basso
- Owen Stewart - chitarra ritmica, tastiere, strumenti a fiato (kong m1 horns)
- Robbie Shakespeare - basso
- Chris Meredith - batteria elettronica (drum programming)
- Danny Brownie - batteria elettronica (drum programming)
- Harry T. Johnson - percussioni
- Psalms (gruppo vocale) - accompagnamento vocale, cori